# Будко Валерій Вікторович
Вале́рій Ві́кторович Будко́ (? — 24 лютого 2022, Одеська область) — підполковник ВМС Збройних Сил України, заступник начальника комендатури Одеси, начальник тилу військової частини А 3519 (станом на 2020 рік), кавалер ордена «За мужність» III ступеня.

## Життєпис
Станом на червень 2020 року обіймав посаду заступника начальника комендатури Одеси та начальника тилу військової частини А 3519.
Загинув у перший день російського вторгнення в Україну 24 лютого 2022 року під час обстрілу на Одещині.
Похований 7 березня 2022 року на Алеї слави у Чукалівці.
1 грудня 2022 року під час засідання виконавчого комітету Івано-Франківської міської ради міський голова Івано-Франківська Руслан Марцінків вручив орден «За мужність» III ступеня, яким нагороджено Валерія Будка, його доньці. Також 14 жовтня 2022 року рідним загиблого вручено відзнаку Івано-Франківського міського голови «За честь і звитягу» І ступеня (посмертно).

## Нагороди
- орден «За мужність» III ступеня (2022, посмертно) — за особисту мужність під час виконання бойових завдань, самовіддані дії, виявлені у захисті державного суверенітету та територіальної цілісності України, вірність військовій присязі[6]
- Почесна грамота Одеської обласної державної адміністрації (26 червня 2020).[2]
- Відзнака Івано-Франківського міського голови «За честь і звитягу» І ступеня (2022, посмертно)[5].